# Descent (игра)
Descent — трёхмерная компьютерная игра в жанре шутер от первого лица, имеющая два прямых сиквела (Descent 2 и Descent 3). «Descent» был разработан компанией Parallax Software и выпущен в 1995 году компанией Interplay Productions.
Особенностью всех игр линейки Descent стал принцип «шести степеней свободы», который создаёт определённые сложности в управлении. В официальном FAQ настоятельно рекомендовалось играть с качественным джойстиком, что в то время мог позволить не каждый. В результате «Descent» не приобрёл той популярности, которую получили её основные конкуренты — прежде всего «Doom» и «Quake». Тем не менее, игра сыскала своих поклонников и сообщество игроков в сети, продолжавшее создавать новые уровни и устраивать турниры.
Регистрация торговой марки Descent её бывшим владельцем Interplay Entertainment была аннулирована в 2002 году из-за непродления.
Название Descent также было положено в основу другого, не связанного с линейкой игр Descent космического симулятора, выпущенного компанией Volition, Inc. под названием Descent: FreeSpace для устранения вопроса о торговых марках.

## Сюжет
Игра начинается с инструктажа, во время которого представитель корпорации РТМС (англ. Post Terran Minerals Corporation) вводит в курс задания нанятого корпорацией пилота космического корабля MD1032 (от «Material Defender»), за которого играет игрок. Задача пилота — сбор информации о компьютерном вирусе, поразившем роботов, добывающих полезные ископаемые на приисках PTMC за пределами земного шара.
Действие игры проходит на различных объектах-шахтах PTMC Солнечной системы — от Луны до Харона (спутника Плутона). После ликвидации последнего робота-босса в шахте на Хароне, геройски сражавшийся MD1032, становится лишним в этом жестоком мире, где ставки слишком высоки, чтобы хранить обещания, и пилота благородно проинформируют, что MD1032 «не сможет вернуться» в штаб PTMC на лунной орбите из-за якобы высокой вероятности его заражения опасным вирусом, над которым он одержал победу.

## Игровой процесс
Главная цель игры — освободить все объекты PTMC от вируса. Геймплей разбит на несколько уровней-шахт; каждый новый уровень-шахта представляет собой очередной объект PTMC. Задача игрока на очередном уровне — продвигаться по шахте, уничтожать преграждающих путь врагов (роботов), спасти заложников, уничтожить главный реактор (или босса) и по возможности, эвакуироваться из шахты через специальный туннель.
Корабль имеет ограниченный запас энергии, от которого питается часть системы вооружения. Запас энергии нуждается в постоянном восполнении. Иногда уничтоженные роботы выбрасывают различные предметы, в частности, это могут быть элементы энергии. Но надёжнее полагаться на другое: отыскать особые энергетические блоки (они есть почти в каждой шахте) и, по мере необходимости, возвращаться туда и восполнять энергетическую систему корабля.
От нанесённых врагом ударов, взрывных волн, столкновения с твёрдыми объектами, соприкосновения с лавой иссякает и защита корабля. Но защита может быть восстановлена только предназначенным для этой цели предметом — элементом защиты. Их также иногда выбрасывают уничтоженные роботы.
Игроку даётся несколько жизней. В случае поражения или если вам не удастся по окончании уровня вовремя эвакуироваться из шахты, у вас отнимется одна жизнь и вас «воскресят», в первом случае, в начале данной шахты, а во втором случае, в начале следующей, с полным запасом энергии и защиты. Разумеется, все вооружение вы потеряете, в первом случае, на месте гибели (оружие и ракеты разлетятся неподалёку и их можно будет снова подобрать), а во втором случае совсем.
На каждом уровне в ваши задачи входит спасение заложников — пленных рабочих PTMC. Их предстоит отыскать, взять на борт и успешно эвакуировать из шахты. При поражении вашего корабля все заложники на борту гибнут. Оставленные на пройденном уровне заложники также считаются погибшими.
Каждый уровень в Descent разбит на несколько секторов, запертых дверями на кодовых замках. Дверь на кодовом замке открывается специальным ключом — синим, жёлтым или красным (в зависимости от цвета двери), который вам предстоит отыскать в лабиринте шахты. Реактор (или босс) всегда располагается в секторе за красной дверью. Реактор охраняют роботы, но и сам он настроен на оборону: он будет атаковать ваш корабль. Вам надо нанести ему непоправимые повреждения. Но это ещё не всё. Уничтожение реактора приведёт к запуску таймера обратного отсчёта на полную ликвидацию шахты со всеми её обитателями. Шахта начнёт плавиться, трястись, корабль станет кидать из стороны в сторону. Останутся считанные секунды на поиск выхода — разблокированных ворот эвакуационного туннеля…
На седьмом и двадцать седьмом уровнях вместо реактора требуется уничтожить робота-босса, после чего откроется выход из шахты, и вы сможете улететь.
По мере игры ведётся подсчёт заработанных очков: за уничтоженных роботов, подобранные предметы, взорванные центральные реакторы шахт, за эвакуированных из шахты заложников. Особенно много очков даётся за спасённых заложников.
За каждые новые 50000 очков вам прибавляется жизнь.

## Режим автокарты
Подобно Doom, в Descent есть режим автокарты (Automap), где можно осуществлять навигацию в полном 3D, но в каркасном («проволочном», англ. «wireframe») отображении, по всем пройденным (точнее: попавшим в пирамиду видимости за время игры) участкам шахты. По сравнению с испытательной версией Descent, в полноценной версии в режиме карты навигация более интуитивна: в вашем распоряжении появляется, например, полезная возможность использовать клавиши «-» и «+» соответственно для уменьшения и увеличения масштаба карты. Собственно навигация производится так же, как настроено управление полётом.

### Многопользовательская игра
Как и Doom, Descent предлагает отличный многопользовательский
режим игры по локальной сети. Более того,
Descent позиционировался как первая многопользовательская
игра с возможностью вступления новых игроков «на лету», по ходу игры (в других играх эры Doom предполагалось, чтоб сразу все
участники заявили себя в очереди на инициализацию
мультиплеера).
С пришествием игровых клиентов на основе Интернет-протокола IPX, таких как Kali и Kahn,
в Descent и Descent 2 всё больше стали играть через Интернет.
Descent 2 был особенно популярным онлайн-шутером благодаря
поддержке коротких пакетов и пакетов переменной длины,
что многократно улучшало качество игры через медленные Интернет-соединения, распространённые в те времена.
Важной составляющей онлайн-игры была IDL, способствовавшая дуэлям между самыми искусными игроками. IDL-партии в основном устраивались на Descent и в меньшей мере на Descent 2 (Descent 3 сравнительно редко применялся для этих целей).

Сторонняя разработка — проект D1X — существенно улучшила сетевую игру в Descent.

### Уровни
В изначальной версии Descent было 27 уровней-шахт плюс три секретных уровня. Игра начинается тремя уровнями на Луне, действие в четвёртом и пятом происходит на Венере, шестой и седьмой — Меркурий. Этим заканчивается испытательная версия Descent. В полноценной версии дальнейший путь лежит через Марс к спутникам газовых планет Юпитера, Сатурна, Урана, Нептуна. Так вы доберётесь до самого Плутона и его спутника Харона. Три секретных уровня расположены в поясе астероидов; доступ к ним осуществляется через альтернативный секретный выход в одной из шахт.

### Противники
Игра Descent продемонстрировала достаточно высокий для своего времени уровень
искусственного интеллекта виртуальных противников, обеспечивший получение разнообразных и захватывающих сцен перестрелок и сражений. Для роботов-противников были разработаны специальные методики поведения, основанные на разнообразии атакующих стилей: «обычные роботы» (роботы-стрелки) начинают вести стрельбу в режиме снайпера из разных мест и часто организовывают агрессивное преследование отступающему игроку; «атакующие роботы», обладающие превосходной манёвренностью, нападают на игрока; «хитрые роботы-шпионы» отслеживают игрока и атакуют лишь тогда, когда этим могут напасть неожиданно. Ещё одна особенность искусственного интеллекта игры Descent выражалась в способности противника уходить из-под обстрела, что в сравнении с поведением противников в Doom было безусловным шагом вперёд. Чем глубже продвигается миссия, тем сложнее, сильнее становится противник, который имеет все более смертоносное оружие.
Седьмой уровень (им заканчивается испытательная версия игры) и последний, двадцать седьмой — наиболее сложные. На обоих уровнях игрока встретят роботы-боссы: первый робот-босс вооружён ракетами Smart Missile, у второго — ракеты Mega Missiles. В ходе сражения оба могут сделаться невидимыми и телепортироваться в другую часть поля битвы. Второй босс вдобавок способен порождать роботов вокруг себя.

### Сохранение
В условно-бесплатной версии Descent, игра будет сохраняться только в начале каждого уровня. В полноценной версии игру можно сохранить в любой момент (на секретных уровнях Descent 2 нельзя выполнить сохранение); при этом в ячейку для сохранения записывается исчерпывающая информация о текущем положении и состоянии каждого объекта, и маленькая копия текущего кадра.

### Вооружение и прочие предметы
Игра предоставляет широкий выбор оружия. Не всегда применение того или иного оружия должно быть жёстко мотивировано соображениями тактики: игрок волен самостоятельно выбирать, что и в каких обстоятельствах применять. Например, минам Proximity bomb, разработанным для многопользовательской игры, можно найти много иных применений.
При многопользовательской игре в подходе к вооружению «Descent» отличается от других шутеров от первого лица. После уничтожения корабля одного из играющих, всё набранное им оружие и боеприпасы разлетаются неподалёку от места гибели. Подобрать их может любой игрок, который первым доберётся до места. Вооружение не порождается заново в определённых точках, как это происходит в других играх, и тем самым исключается вероятность того, что несколько участников подберут один и тот же предмет одновременно. Таким образом, каждый предмет в один и тот же момент времени может находиться лишь у одного игрока, что добавляет в игру дополнительную дозу азарта, стимулируя игрока уничтожать корабли противника, чтобы захватить вооружение.
В игре предлагается десять видов оружия: пять — первичного (англ. primary weapon) и пять — вторичного (англ. secondary weapon).

## Технологии движка
В минимальных требованиях к аппаратно-программной платформе для запуска Descent была ОС DOS не ниже версии 5.0 и IBM PC-совместимый компьютер с процессором 486DX 50 МГц . Опытным пользователям удавалось запустить игру на 386 PC-совместимой аппаратной платформе с 33-мегагерцовым процессором. Начиная с Пентиумов игра показывала стабильно высокий уровень производительности. Descent был портирован на компьютеры Apple Power Macintosh в 1996 году и обе версии поддерживали многопользовательскую сетевую игру через ряд протоколов. Descent был также портирован на игровую консоль Sony PlayStation.

### Визуализация
Релиз Descent состоялся спустя 14 месяцев после выхода завоевавшего к тому моменту популярность шутера Doom (декабрь 1993 года).
Как и в Doom, разработчики Descent применили технологии программной визуализации внутреннего мира, учитывая тот факт, что 3D-ускорители всё ещё не приобрели должной популярности.
В Descent в отличие от всех выпущенных к тому времени хитов id Software и впервые в истории компьютерных игр были применены настоящие полигональные 3D-объекты для визуализации части внутреннего мира — статической геометрии уровней и противников. В целом, взвешенным сочетанием спрайтов и полигональных объектов разработчикам удалось добиться хорошего соотношения производительности и качества графики. Дальнейшее развитие игр id Software в направлении отказа от спрайтов и перехода на полное представление внутреннего мира полигональным 3D пошло именно по стопам Descent.
Статическая геометрия сцены в Descent  представляет собой систему произвольно ориентированных в пространстве деформированных кубов двух типов, моделирующих комнаты и соединительные туннели. Для повышения скорости рендеринга в Descent  (в отличие от Doom и Quake) не использованы BSP-деревья, так как отмеченные особенности геометрии позволили очень эффективно оптимизировать процесс визуализации интерьеров сцены с помощью метода порталов: порталами помечались стыки туннелей и комнат, дверные проёмы, оконные проёмы. Подобная конфигурация сцен и применённый для оптимизации метод порталов позволили продемонстрировать весьма эффектные, полностью трёхмерные и вместе с тем динамичные 3D-сцены.
В изначальной версии Descent использовался палитровый графический режим VGA с разрешением 320×200, 256 цветов (режим 13h). На протяжении игры использовалась всего одна цветовая палитра. Повреждение корабля и зарядка Fusion Cannon изображались смешением цветов палитры соответственно с красным и фиолетовым. В версиях для Macintosh и в следующих PC-версиях игры стали доступны графические режимы с более высоким разрешением (например, 640×480).
Для передачи эффектов материала статической геометрии сцены и прочих 3D объектов использовалось текстурирование. В целях скоростной оптимизации текстурные координаты пересчитывались с перспективным преобразованием только на границах квадратного блока шириной в 32 экранный пиксела; в рамках блока текстурные координаты определялись линейным масштабированием. При нахождении цвета пиксела по текстуре применялась простейшая интерполяция методом ближайшего соседа. Вследствие применения скоростной оптимизации текстурирования наблюдались артефакты — блочность и плавание фактуры на объектах.
Все спецэффекты в игре исполнены спрайтами: взрывы, все предметы на уровне, выстрелы, двери, решётки, заложники и т. д.
Движок Descent поддерживал более мощные в сравнении с Doom алгоритмы освещения, построенные на заранее просчитанной статической схеме освещения и простом динамическом освещении (например, подсветка окружения от фонариков).

### Звук
Игра использует 8-битный, 11-килогерцовый звуковой формат для эффектов
и для некоторых голосов. На медленных компьютерах звуковые настройки
можно оптимизировать: разрешить только один звук для дверей, только
один звук для лазеров, всего несколько звуков для противников,
позволить прочие упрощения
(можно также сделать, чтобы проигрывался один звук за кадр, что потенциально больше замедляет озвучиваемое действие чем помогает ему просчитаться(быть озвученным звуковым процессором.) Саундтреки
для PC-версии записаны в формате MIDI, для Macintosh-версии — на
компакт-диске в формате Red Book Audio, для
Playstation-версии — в формате CDXA Audio.

## Сиквелы, дополнения и вспомогательные утилиты
Официальные игры линейки Descent, порты и вспомогательные утилиты — в хронологической последовательности по датам выхода:

### Descent Mission Builder (DMB) (1995)
Платный редактор уровней для Descent, созданный компанией
Brainware. Пользователь может создавать собственные уровни для
одиночной и многопользовательской игры. Расширенная и
усовершенствованная версия DMB2, названная DLE-XP, создаёт уровни,
совместимые с #D2X-XL.

### Descent: Levels of The World(1995)
Популярное дополнение к игре Descent, содержащее все работы с конкурса разработчиков уровней, проведённого компанией Interplay в 1995. К выпуску прилагается просмотрщик, позволяющий игроку просматривать каждую карту, а также выбирать те, которые получили номинацию «Top 10» или иные поощрительные премии.

### Descent: Anniversary Edition(1996)
Выпуск, созданный на первую годовщину выхода первой игры, содержал дополнение «Descent, the Levels Of The World» и несколько дополнительных уровней, разработанных компанией Parallax.

### Descent(PlayStation)
Версия игры Descent также была выпущена для платформы PlayStation. Она содержит те же уровни, что и версия для PC, но, в отличие от оригинала, имеет переработанный саундтрек, CG-видеовставки и цветные световые эффекты.

### Descent 2
Продолжение игры Descent было выпущено в 1996 под названием Descent II. Здесь появились новые виды оружия, объекты и вражеские роботы. Она базируется на том же движке, но улучшенном для поддержки более высокого разрешения, разрушимыми и мерцающими светильниками, новых роботов и текстур и многого другого.

### Descent Maximum
Вышедший в 1997 году специально для PlayStation, в своей основе это Descent II, но с иным дизайном уровней. Видеозаставки, роботы-противники и цели миссий не изменились.

### Descent 3
Третья версия игры, Descent 3, была выпущена в 1999. Здесь уже использован абсолютно новый движок на основе многоугольных сеток, а не на кубах, как это было в предыдущих версиях Descent; кроме того появилась поддержка выхода на открытые пространства, значительно усовершенствованы алгоритмы искусственного интеллекта и встроена поддержка игры с несколькими участниками через Internet.

### Что дальше?
Volition начала работу над игрой Descent 4, но дело было свёрнуто на раннем этапе в силу вялых продаж версий Descent?. Архивная копия официального сайта Descent 4, начатого компанией Volition, доступна
здесь. Некоторые фанаты считают, что Volition работала над Descent 4 только для того, чтобы потом изменить решение и закончить и выпустить игру под новым названием Red Faction.

## Влияние
Под влиянием серии игр Descent американский писатель и сценарист Питер Телеп написал трилогию, в которую вошли романы «Descent», «Descent: Stealing Thunder» и «Descent: Equinox», опубликованные издательством Avon.
Книги не воспроизводят сюжет игры, но расширяют вселенную Descent, выстроенную в одноимённой серии игр.

## Исходный код и сторонние разработки
В 1997 году компания Parallax Software открыла исходный код игры «Descent» (версии 1.5) для некоммерческого использования, что дало возможность для развития множества независимы проектов, таких как D1X и DXX-Rebirth, а также портирование игры на новые платформы.